# Don't Stop (Isa Tengblad-låt)
Don't Stop är en sång skriven av Isa Tengblad, Johan Ramström, Gustaf Svenungsson, Magnus Wallin, Oscar Merner, och framförd av Isa Tengblad. Den tävlade i Melodifestivalen 2015. där den slutade på sjunde plats.

## Listplaceringar
| Lista (2015) | Topplacering |
| ------------ | ------------ |
| Sverige      | 14           |

### Fotnoter
1. ↑  ”Jon Henrik Fjällgren och Isa vidare till final i Melodifestivalen”. Aftonbladet. 21 februari 2015. http://www.aftonbladet.se/nojesbladet/melodifestivalen/article20354979.ab. Läst 7 mars 2015.
2. ↑  ”Jon Henrik och Isa vidare till final”. svt.se. http://www.svt.se/kultur/musik/jon-henrik-fjallgren-vidare-hyllas-av-publiken. Läst 7 mars 2015.
3. ↑  Emma Petersson (14 mars 2015). ”Måns Zelmerlöw är vinnaren i Melodifestivalen 2015”. Sveriges Television. http://www.svt.se/melodifestivalen/mans-zelmerlow-ar-vinnaren-i-melodifestivalen-2015. Läst 20 juni 2015.
4. ↑  ”Don't Stop”. Swedishcharts. 25 februari 2015. http://www.swedishcharts.com/showitem.asp?interpret=Isa+%5BSE%5D&titel=Don%27t+Stop&cat=s. Läst 20 juni 2015.